# R Cancri
Ne doit pas être confondu avec Rho Cancri.
Désignations
R Cancri est une étoile variable de type Mira de la constellation du Cancer. Située à environ 225 pc (∼734 al) de distance, elle varie entre les magnitudes 6,07 et 11,9 sur une période d'environ 357 jours.